# Королевка (Луганская область)
Королевка (укр. Королівка) — село в Краснодонском районе Луганской области Украины. Под контролем самопровозглашённой Луганской Народной Республики. Входит в Пореченский сельский совет.

## География
Село расположено на берегах реки под названием Верхнее Провалье, в её нижнем течении. К востоку от села проходит граница между Украиной и Российской Федерацией. Соседние населённые пункты: сёла Власовка (ниже по течению Верхнего Провалья) на севере, Никишовка на северо-востоке, Черемшино (выше по течению Верхнего Провалья) на юго-западе, Нижнедеревечка на западе.

### Памятники природы
Природная достопримечательность под названием Королевские скалы.

## Население
Население по переписи 2001 года составляло 248 человек.

## Общие сведения
Почтовый индекс — 94486. Телефонный код — 6435. Занимает площадь 5,03 км². Код КОАТУУ — 4421487002.

## Местный совет
94406, Луганская обл., Краснодонский р-н, пос. Поречье, ул. Терешковой, д. 37